# Mundochthonius styriacus
Mundochthonius styriacus är en spindeldjursart som beskrevs av Beier 1971. Mundochthonius styriacus ingår i släktet Mundochthonius och familjen käkklokrypare. Inga underarter finns listade i Catalogue of Life.